# یول راث
یول راث (انگلیسی: Yoel Roth؛ زادهٔ ۱۹۸۷ (۳۷–۳۸ سال)) مدیرعامل در زمینه فناوری است که اکنون به عنوان مدیر بخش امنیت و اعتماد گروه مچ کار می‌کند. وی قبلتر مدیر بخش امنیت و اعتماد توییتر‌ تا نوامبر ۲۰۲۲ بود  و بعد از خرید توئیتر توسط ایلان ماسک استعفا داد. راث یک fellow در دانشگاه کالیفرنیا (برکلی) است.